# Aniceto de Sousa Lopes
Aniceto de Sousa Lopes foi um construtor em São João del-Rei em fins do século XVIII e início do século XIX. Foi discípulo do mestre Francisco de Lima Cerqueira. Dentre trabalhos executados por Aniceto de Souza Lopes está o novo pelourinho, obra por ele arrematada em 1812 - o mesmo que hoje se encontra na Praça Barão de Itambé (antigo Largo da Câmara), com as características originais alteradas. Aniceto de Souza Lopes faleceu em 1814.